# Lotus graecus
Lotus graecus, syn. Dorycnium graecum — вид квіткових рослин з родини бобових (Fabaceae).

## Біоморфологічна характеристика
Це багаторічна трав'яниста рослина чи невеликий напівкущик 25–80 см заввишки. Стебла шерстисті. Листочки 10–30 × 3–15 мм, від зворотно-яйцювато-видовжених до зворотно-ланцетних, слабо-запушені, зверху голі. Суцвіття 10–30-квіткові. Квітки 5–8 мм, білі. Чашечка 3–4.5 мм, ворсинчаста, з 5 ланцетно-шилоподібними, однаковими зубцями, які трохи довші за трубку. Боб 4–10 × 1.5–3 мм, від видовжено-циліндричних до злегка конічних, дзьоб 1–2 мм. Насіння 1–4.

## Поширення
Поширення: Болгарія, Греція, Крим, Ліван-Сирія, Північний Кавказ, Азербайджан, Грузія, Туреччина, Туреччина в Європі.
В Україні вид росте у лісах і на узліссях — у гірському Криму, відносно рідко